# Нагано (град)
Нагано е град в префектура Нагано, Япония. Населението на Нагано е 387 146 жители (1 април 2011 г.), а общата площ 834,85 кв. км. Намира се в часова зона UTC+9 в северната част на префектурата си. Земетресение с магнитуд 6,6 се проявява в префектура Нагано на 12 март 2011 г. в 3:59 ч. местно време, не е имало съобщения за повреди или жертви. В града се намира будиски храм от 7 век, популярна туристическа забележителност, около която града се е разрастнал исторически. Градът се намира в хълмист район и будиския храм е на хълм над останалата част на града.

## Известни личности
Родени в Нагано
- Таку Такеучи (р. 1987), ски скачач

Починали в Нагано
- Тацуо Хори (1904 – 1953), писател